# 脊椎椎間盤炎
脊椎椎間盤炎（英語：spondylodiscitis）是指同時合併椎間盤炎（一節或是多節的椎間盤發炎）和脊椎炎（一節或是多節的椎骨發炎），後者通常會侵犯相鄰的椎間盤間隙。

## 原因
脊椎椎間盤炎是敗血症 或局部感染的最常見併發症，通常會形成一個膿瘍。主要的致病微生物是葡萄球菌屬和結核桿菌，但可能的病原包括眾多的細菌、真菌和人畜共通傳染病。脊椎椎間盤炎通常出現在免疫功能低下的個人，如：癌症、感染或使用免疫抑制劑（用於器官移植或免疫系統疾病）。

## 診斷
脊椎椎間盤炎診斷的主要方法是核磁共振成像（MRI）、活體組織切片和微生物學檢查（如：聚合酶鏈式反應）以確定感染原因。